# Sandrigo Hockey 2021-2022
Questa voce raccoglie le informazioni riguardanti il Sandrigo Hockey nelle competizioni ufficiali della stagione 2021-2022.

## Maglie e sponsor
Lo sponsor ufficiale per la stagione 2021-2022 è Telea Medical.
| 1ª divisa | 2ª divisa |

## Organico

### Giocatori
| N° | Naz.                  | Ruolo | Sportivo               |  |  |  |
| -- | --------------------- | ----- | ---------------------- |  |  |  |
| 5  | Italia (bandiera)     | E     | Alberto Pozzato        |  |  |  |
| 6  | Italia (bandiera)     | E     | Marco Poletto          |  |  |  |
| 7  | Italia (bandiera)     | E     | Nicola Rigon           |  |  |  |
| 8  | Spagna (bandiera)     | E     | Jeronimo Garcia Bielsa |  |  |  |
| 12 | Italia (bandiera)     | P     | Tommaso Bernardelli    |  |  |  |
| 19 | Italia (bandiera)     | E     | Alex Menin             |  |  |  |
| 54 | Brasile (bandiera)    | E     | Cláudio Cacau          |  |  |  |
| 74 | Portogallo (bandiera) | E     | Diogo Neves            |  |  |  |
| 76 | Italia (bandiera)     | E     | Gabriele Gavioli       |  |  |  |
| 91 | Italia (bandiera)     | P     | Cristian Cocco         |  |  |  |

### Staff tecnico
- Allenatore:  Franco Vanzo
- Allenatore in seconda:
- Preparatore atletico:
- Meccanico:  Davide Aere e  Manuele Valente